# 산크리스토발섬
산크리스토발섬(영어: San Cristóbal Island, 스페인어: Isla de San Cristóbal)은 갈라파고스 군도의 동쪽 끝 섬이며, 지리학으로 가장 오래된 섬 중 하나이다. 공식적인 스페인 이름인 "산크리스토발 섬"은 뱃사람들의 수호 성인인 성 크리스토퍼에서 따왔다. 더 오래된 영국식 이름인 채트햄은 윌리엄 피트 채트햄 초대 백작의 이름에서 따왔다.

## 개요
산크리스토발섬은 558km2의 면적과 730m의 최고점을 가지고 있다. 이 군도의 수도인 푸에르토바케리소모레노는 섬의 남서 끝에 있다. 에콰도르의 과야킬에서 두 항공사가 산크리스토발 공항으로 직항한다. 승객을 싣고 과야킬에 있는 퀴토까지 간다.
이 섬에서는 아메리카 군함조, 갈라파고스 바다사자, 갈라파고스 거북, 푸른발 부비, 붉은발 부비, 열대어, 바다 이구아나, 돌고래, 제비꼬리 갈매기 등이 서식한다. 식생으로는 칼란드리니아 갈라파고사, 레코카퍼스 다위니, 리그넘 비타에, 마타자나 등이 서식한다. 근처의 바다에서는 상어, 가오리, 바다가재가 있다. 이 군도의 가장 큰 담수호인 〈라구나 엘 훈코〉가 섬의 남반구에 있는 산스크리스토발 섬의 고원 지대 분화구에 존재한다.
호수는 많은 야생 새들의 은신처를 제공하지만, 사람이 호수를 가려면 걸어서 올라가야 한다. 근처의 〈라 갈라파구에라〉는 자이언트 거북의 부화장과 보호구역이 있다.
푸에르토바케리소모레노 타운에 가까운 섬의 관광지로는 아메리카군함조가 둥지를 틀고 있는 〈세로 티제레타스〉와 1835년 9월 16일 비글호를 타고 최초로 도착한 곳에 세워진 찰스 다윈의 동상이 있다.바다사자의 군락이 있는 〈라 로베리아〉는 타운에서 버스로 약 10분 거리에 있다.
이곳에서 보트를 타고 근처의 다이빙 명소를 방문하는 것도 인기있는 관광 코스이다. 〈니커 락〉(스페인 명은 레온 도르미도)은 분화구의 흔적이 있으며, 지금은 두 개로 갈라져 있다. 〈이슬라 로보스〉 (사자 섬)은 또한 푸른발 부비의 둥지가 있는 곳이다.

## 칸톤
갈라파고스 주는 1973년 2월 18일에 대통령 령에 의해 지정되었으며, 이사벨라 칸톤, 산크리스토발 칸톤, 산타크루즈 칸톤으로 나뉜 3개의 칸톤을 나뉜다. 그 중 산크스토발 칸톤은 다음의 섬들로 구성된다.
- 에스파뇨라섬
- 산크리스토발섬
- 플로레아나섬
- 제노베사섬 (무인도)
- 산타페섬 (무인도)

갈라파고스의 주도이자, 산크리스토발 칸톤의 주도는 푸에르토바케리소모레노이며, 인구는 6,1420명, 면적은 849km2이다.

## 풍경

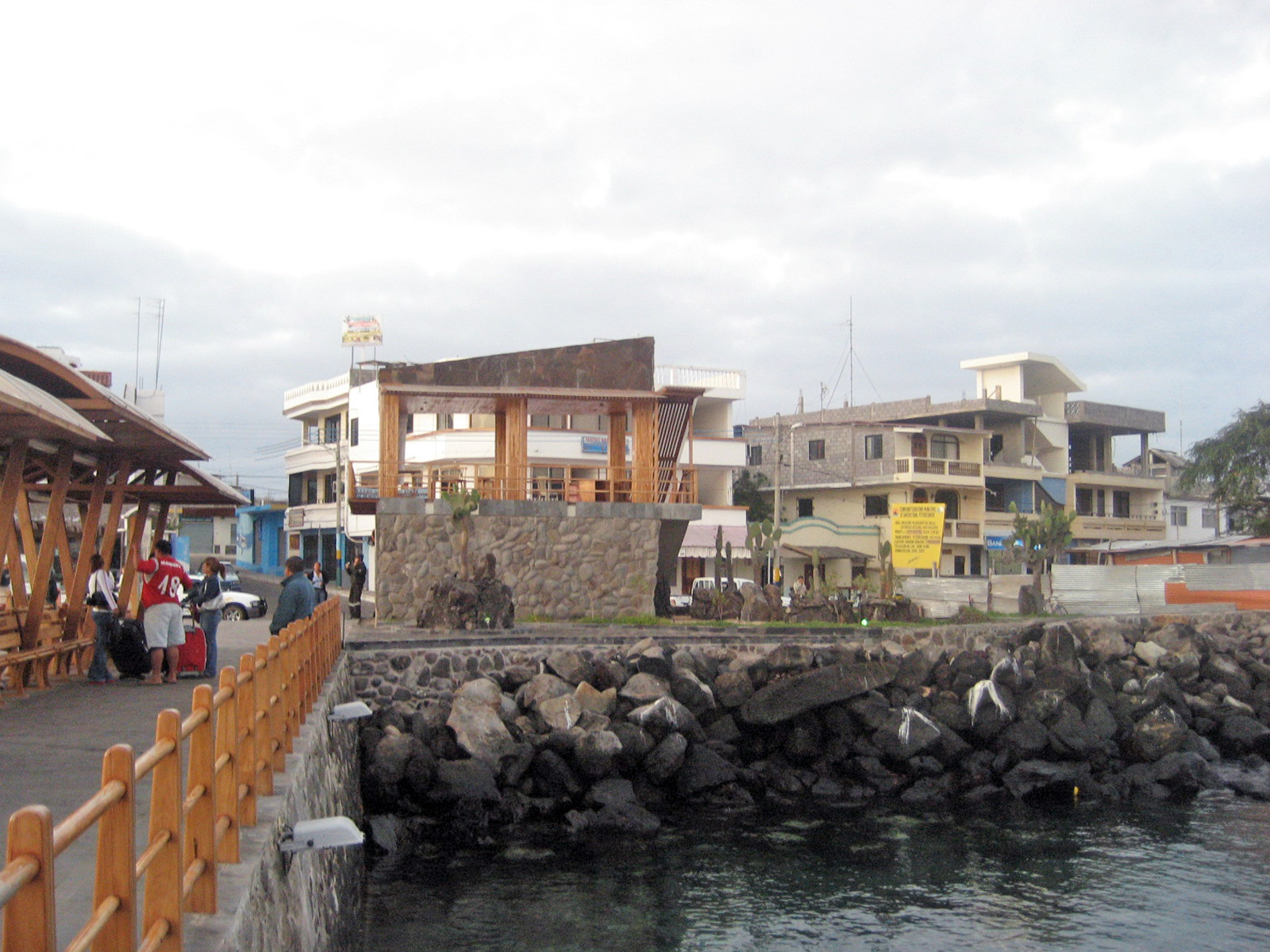
푸에르토바케리소모레노
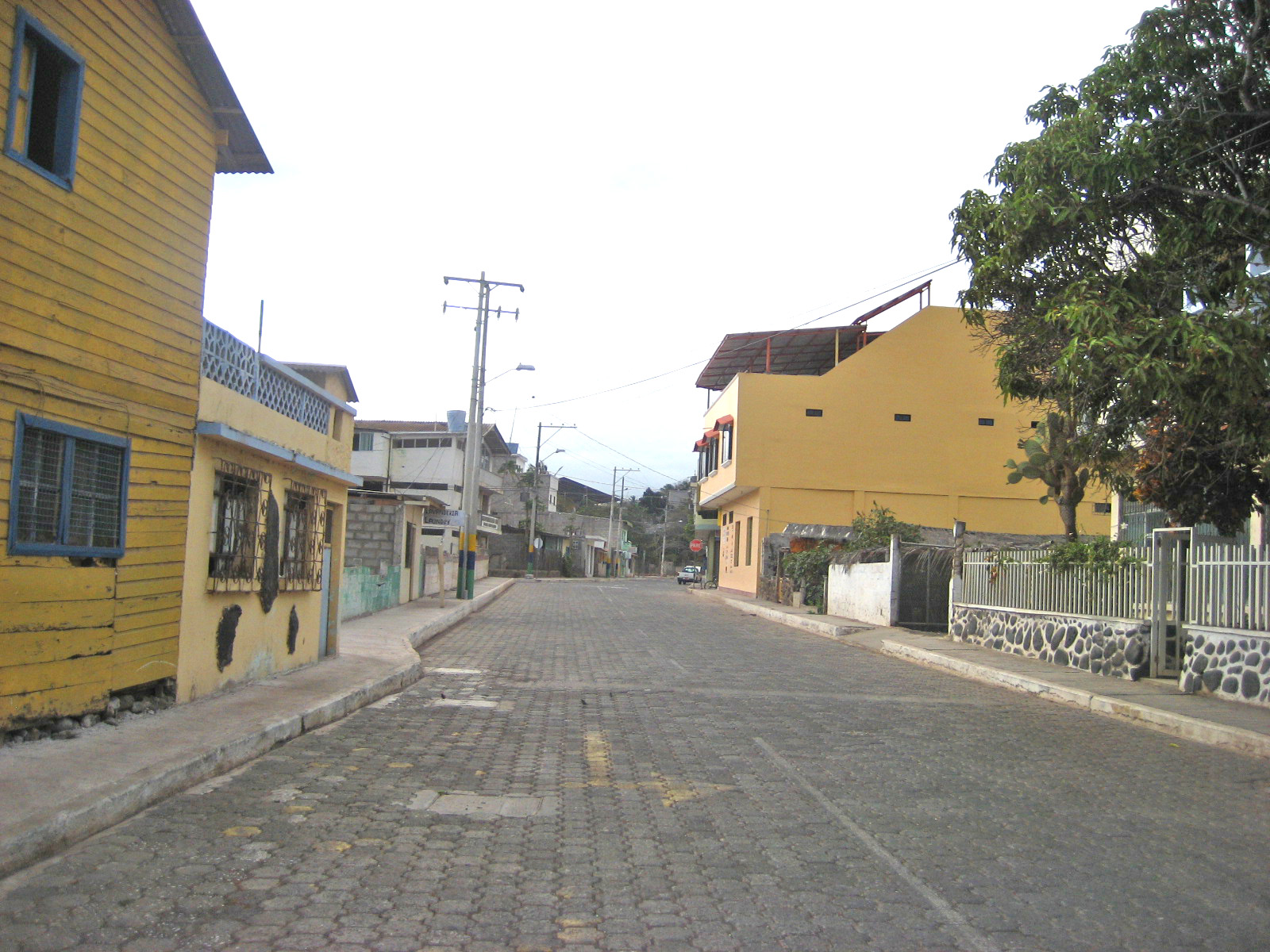
산크리스토발섬 거리의 풍경
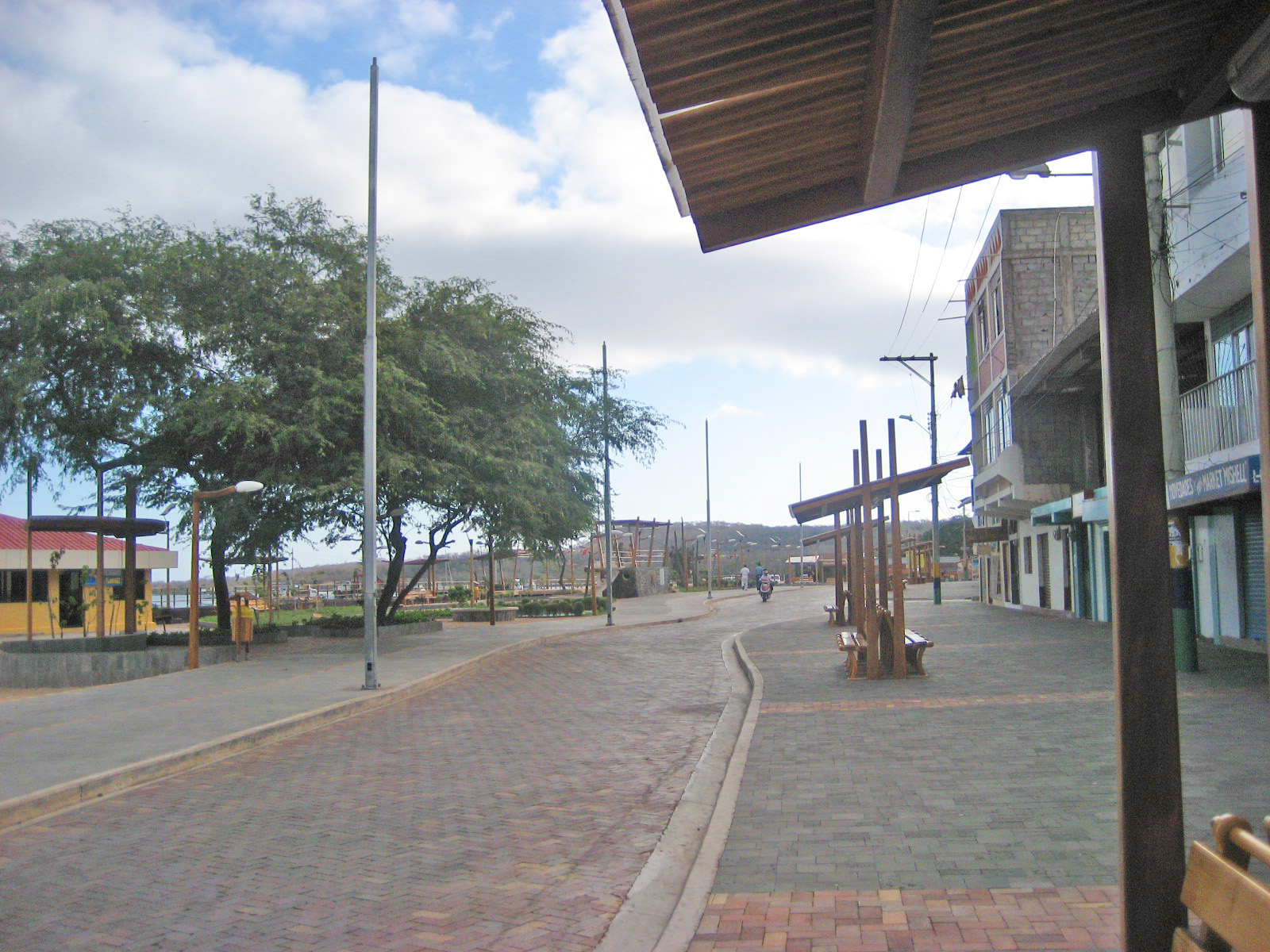
메인 스트리트
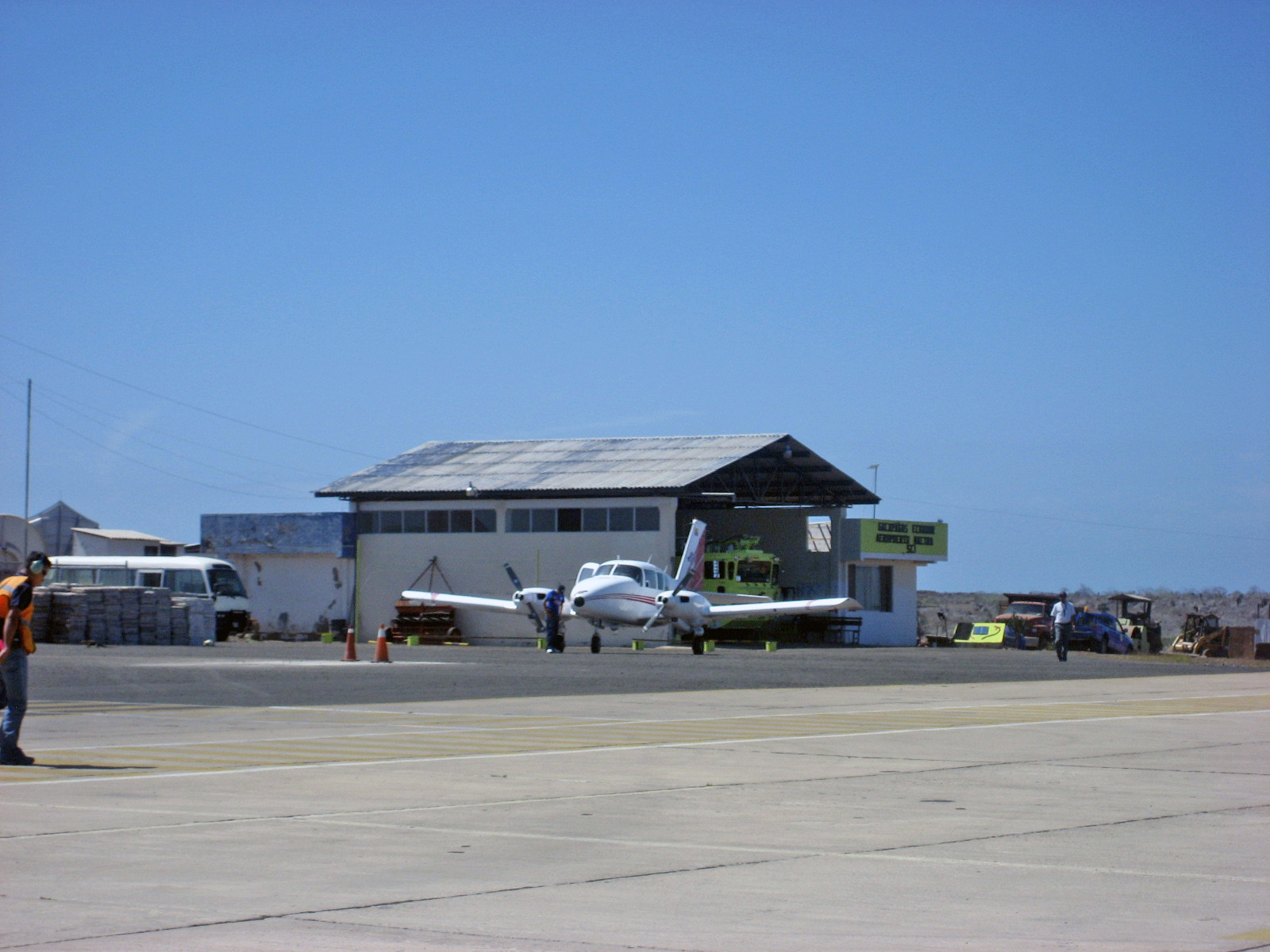
공항
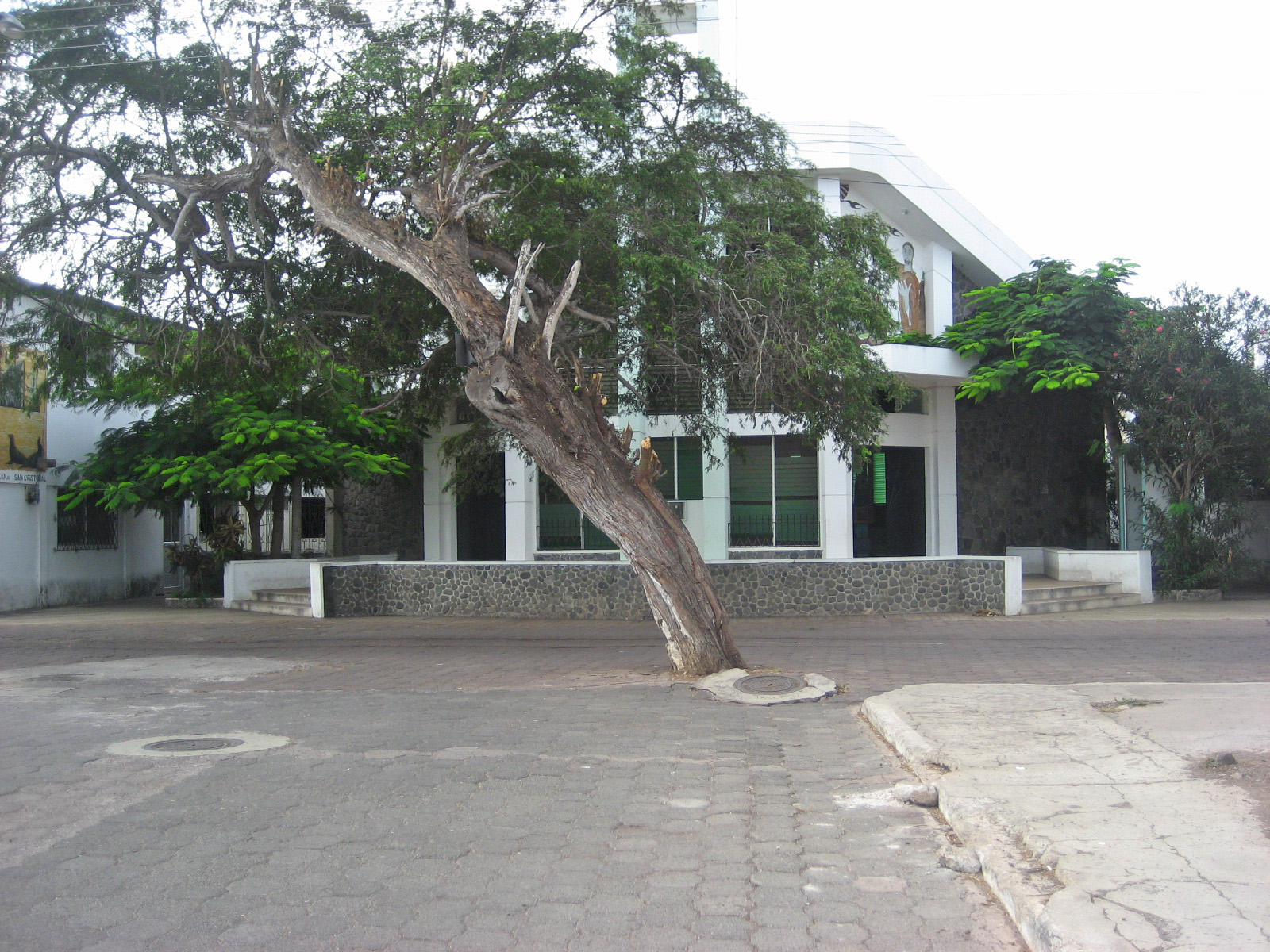
교회 앞 길 가운데 서 있는 나무
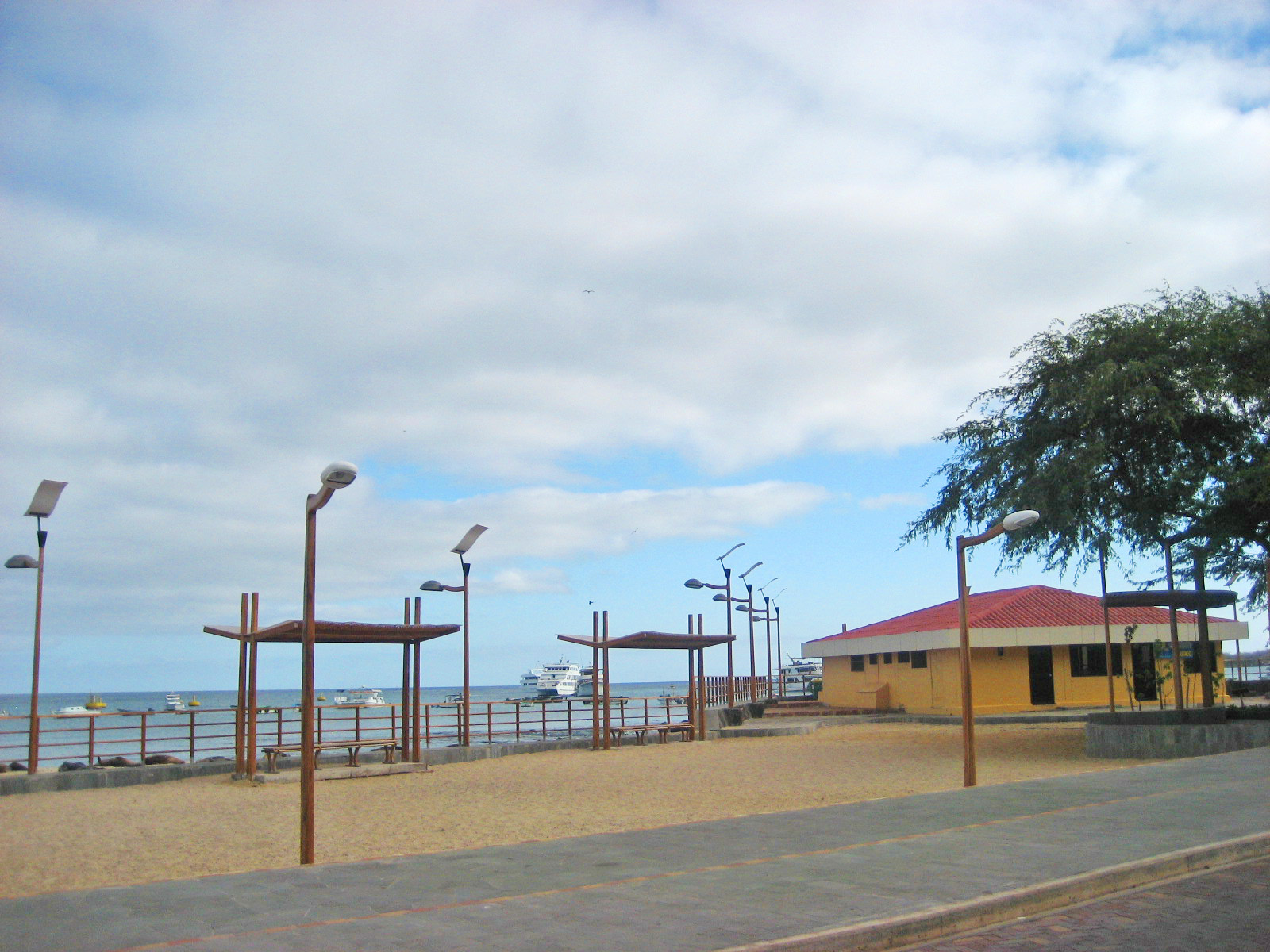
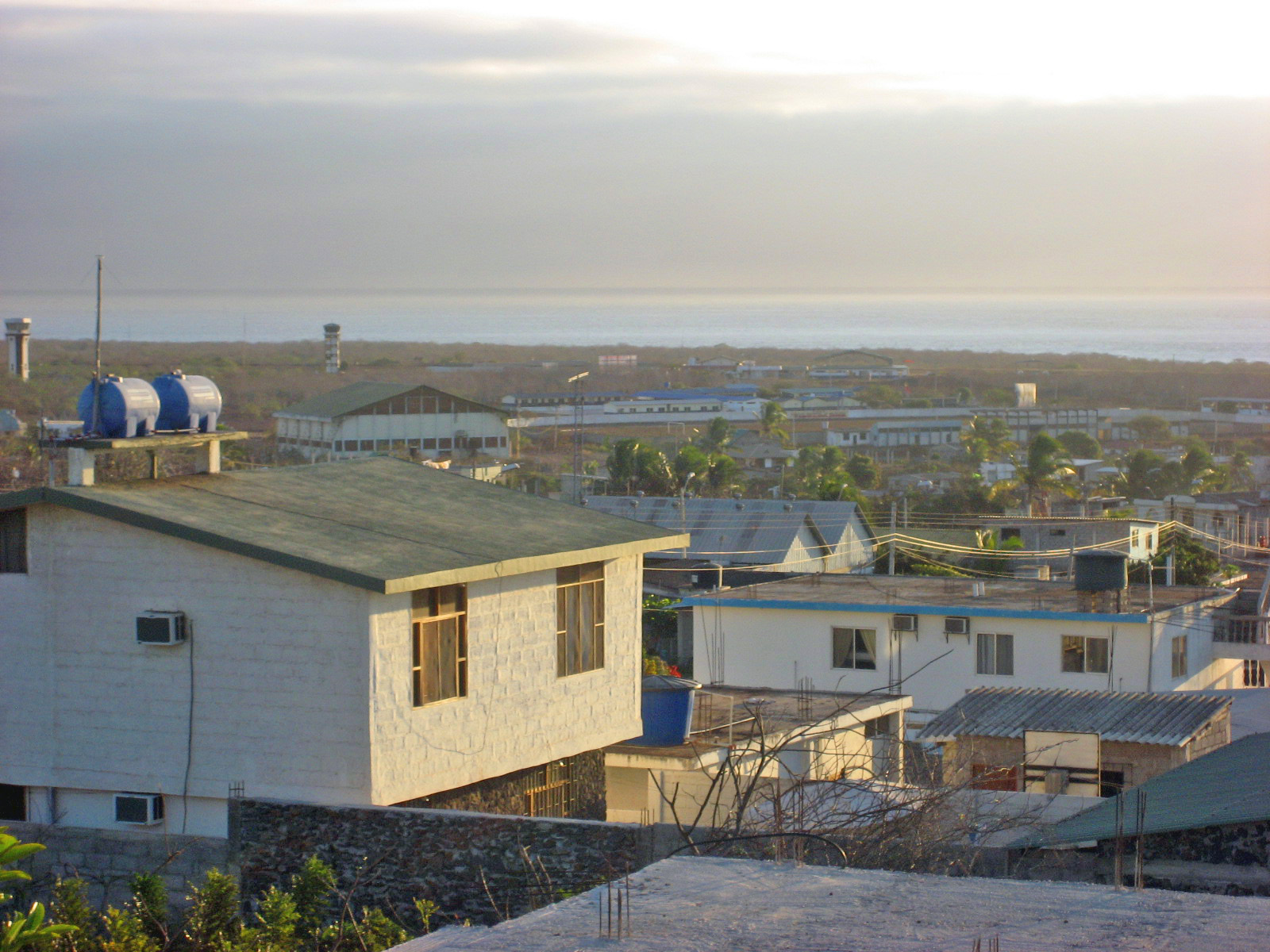
섬의 정경
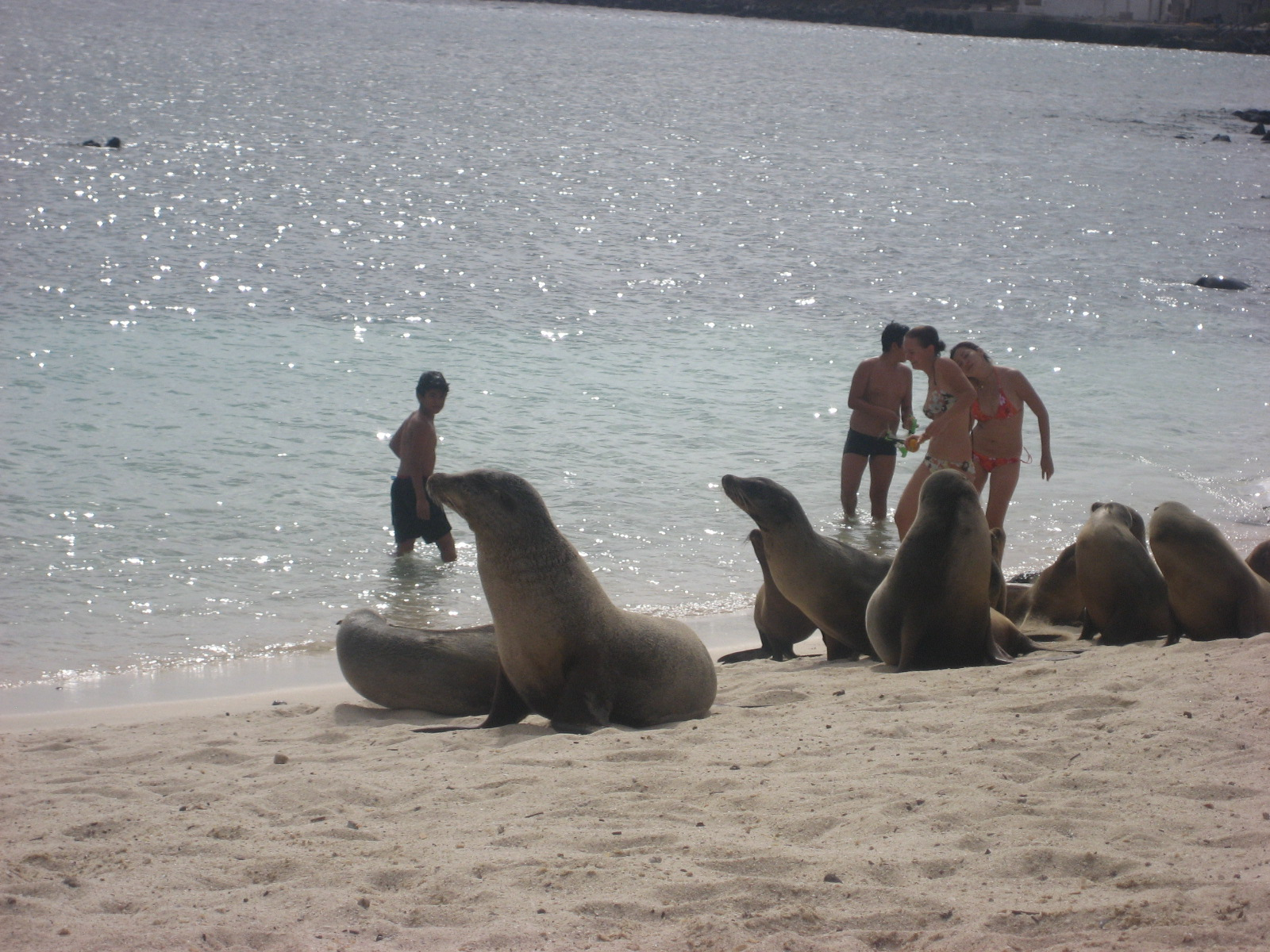
해변의 바다 사자와 관광객
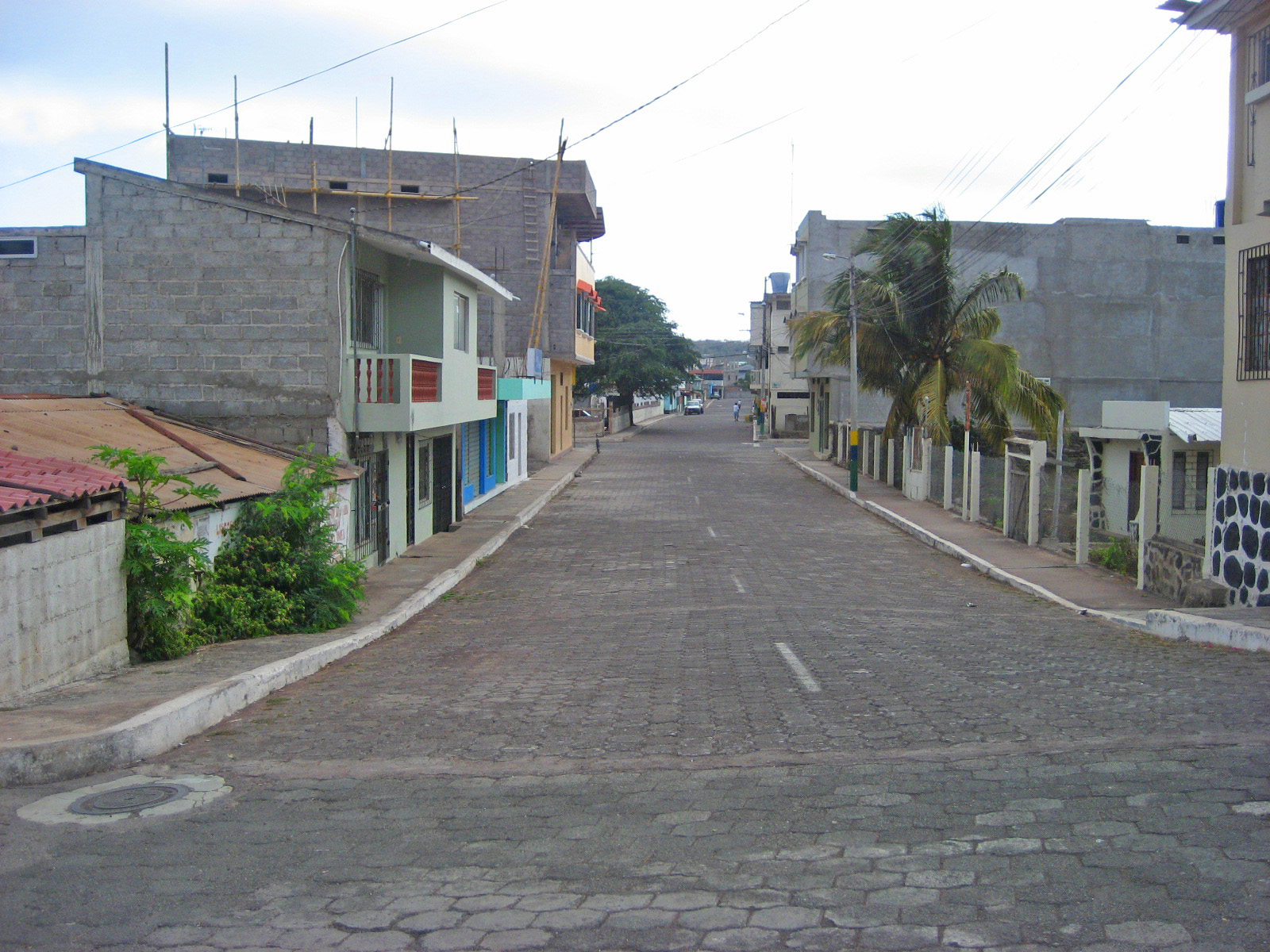
거리 풍경
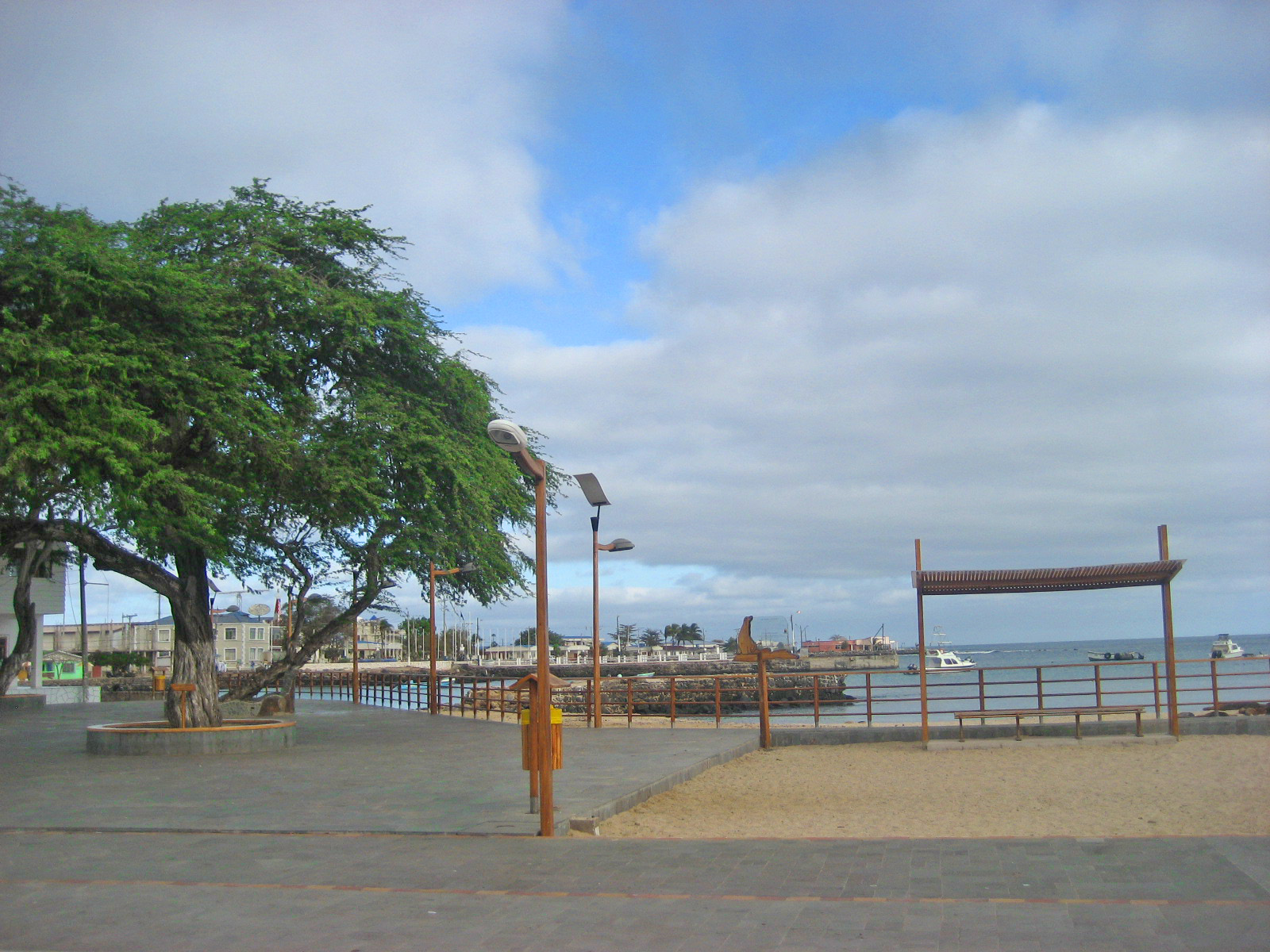
바다의 풍경
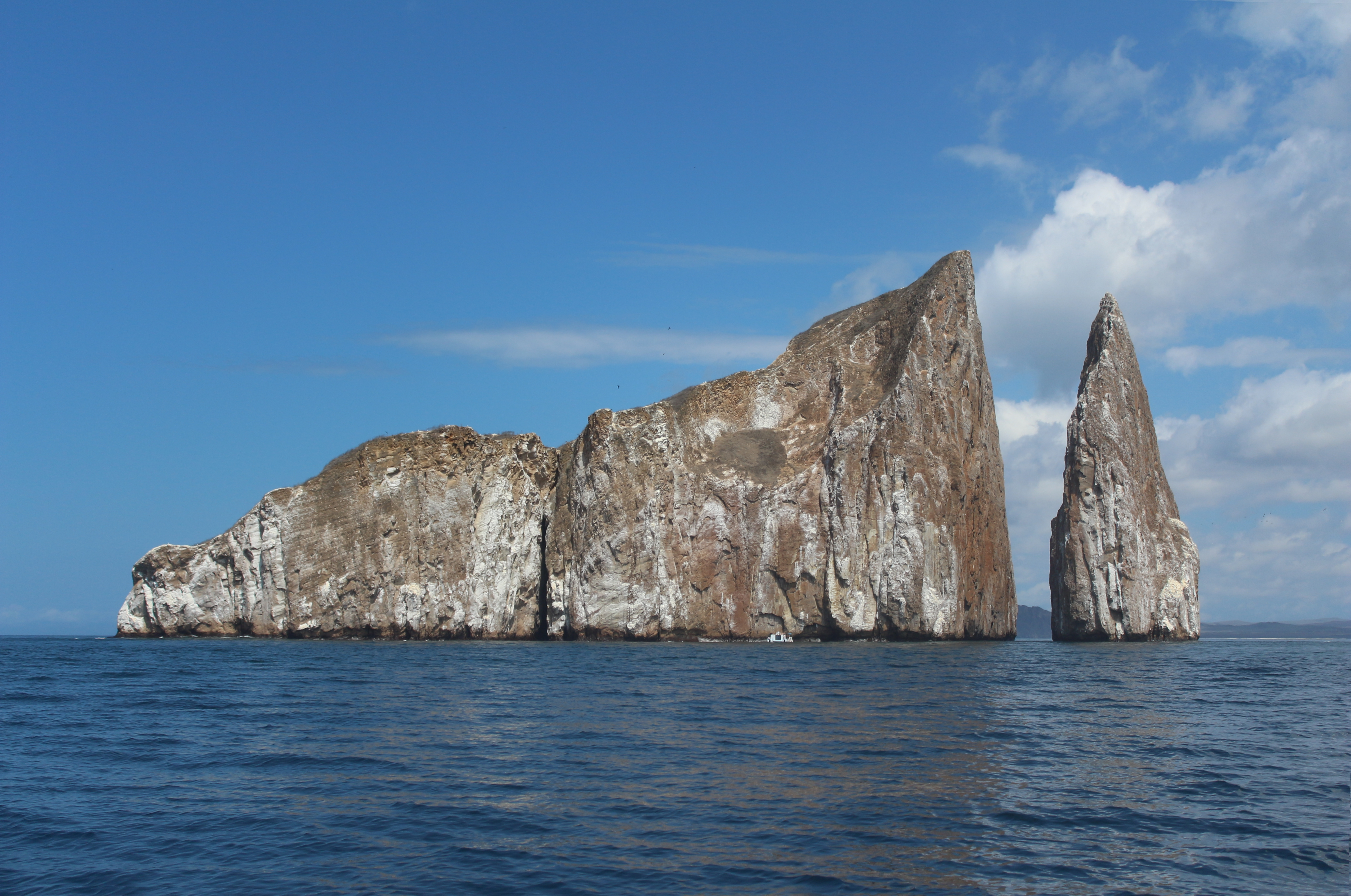
León Dormido (영어명 : Kicker Rock)